# Jüdische Gemeinde Gundelsheim
Eine jüdische Gemeinde in Gundelsheim im Landkreis Heilbronn im nördlichen Baden-Württemberg hat nach dem Nachweis einzelner Juden bis zurück ins 16. Jahrhundert, insbesondere ab dem 17. Jahrhundert bestanden.

## Geschichte
Gundelsheim befand sich bis 1806 im Besitz des Deutschen Ordens. Der älteste Nachweis über einzelne Juden im Ort stammt von 1562, es wird ein „Joseph von Gundelsheim“ genannt. Der Deutsche Orden erhielt von seinen Schutzjuden jährliche Zahlungen, die zum Beispiel 1705 verdoppelt wurden, um ärmere Juden zum Wegzug zu bewegen.
Eine Synagoge bestand wohl schon im 17. Jahrhundert, denn diese wird 1725 als uralte Judenschule bezeichnet. Ein Frauenbad bestand an verschiedenen Orten. Das Begräbnis der Gundelsheimer Juden fand auf dem Jüdischen Friedhof Heinsheim statt.
In der ersten Hälfte des 18. Jahrhunderts versuchte der Deutsche Orden die Juden möglichst auf ein abseits gelegenes Stadtgebiet zu beschränken. Diese und andere Erschwernisse führten zur Abnahme der jüdischen Bevölkerung in Gundelsheim, so dass ab 1796 mit Aron Weil nur noch ein Jude mit seiner Familie ansässig war. Als 1829 die Juden erbliche Familiennamen annehmen mussten, wählten die zwei Familienvorstände die Namen Herz und Stern. 1832 wurden die Gundelsheimer Juden der israelitischen Gemeinde Kochendorf zugeteilt. Aus der unten aufgeführten Gemeindeentwicklung ist ersichtlich, dass nur wenige jüdische Einwohner im 19. und 20. Jahrhundert in Gundelsheim lebten. Auf Grund der Diskriminierung zur Zeit des Nationalsozialismus wanderten bis 1938 nahezu alle nach Amerika aus.

## Gemeindeentwicklung
| Jahr | Gemeindemitglieder |
| ---- | ------------------ |
| 1620 | 5 Familien         |
| 1639 | 7 Familien         |
| 1644 | 44 Personen        |
| 1648 | 7 Familien         |
| 1688 | 9 Familien         |
| 1725 | 7 Familien         |
| 1742 | 8 Familien         |
| 1781 | 2 Familien         |
| 1802 | 1 Familie          |
| 1905 | 4 Personen         |
| 1910 | 9 Personen         |
| 1933 | 9 Personen         |